# Хлорид рубидия
Хлори́д руби́дия — неорганическое соединение, соль рубидия и соляной кислоты с химической формулой RbCl.

## Получение
- Хлорид рубидия получают действием разбавленной соляной кислоты на его оксид, гидроксид или карбонат:

{\displaystyle {\mathsf {Rb_{2}O+2\ HCl\ {\xrightarrow {\ }}\ 2\ RbCl+H_{2}O}}}
{\displaystyle {\mathsf {RbOH+HCl\ {\xrightarrow {\ }}\ RbCl+H_{2}O}}}
{\displaystyle {\mathsf {Rb_{2}CO_{3}+2\ HCl\ {\xrightarrow {\ }}\ 2\ RbCl+CO_{2}\uparrow +H_{2}O}}}
- Можно получить хлорид рубидия непосредственно из элементов:

{\displaystyle {\mathsf {2\ Rb+Cl_{2}\ {\xrightarrow {\ }}\ 2\ RbCl}}}
- Также хлорид рубидия можно получить обменными реакциями:

{\displaystyle {\mathsf {BaCl_{2}+Rb_{2}SO_{4}\ {\xrightarrow {\ }}\ 2\ RbCl+BaSO_{4}\downarrow }}}

## Физические свойства
Хлорид рубидия образует бесцветные кристаллы, кубическая сингония (a = 0,6591 нм, Z = 4, пространственная группа F m3m). В справочниках есть упоминание о другой кубической фазе: P m3m, a = 0,3749 нм.
Хорошо растворим в воде, не подвергается гидролизу. Кристаллогидратов не образует.
Хорошо растворяется в соляной кислоте с образованием RbHCl2.

## Химические свойства
- Разлагается более сильными кислотами:

{\displaystyle {\mathsf {2\ RbCl+H_{2}SO_{4}\ {\xrightarrow {100^{o}C}}\ Rb_{2}SO_{4}+2\ HCl\uparrow }}}
- Разлагается при сплавлении с гидросульфатами:

{\displaystyle {\mathsf {RbCl+RbHSO_{4}\ \xrightarrow {500-600^{o}C} \ Rb_{2}SO_{4}+HCl\uparrow }}}
- Хлорид-анион в составе хлорида рубидия можно окислить, к примеру, перманганатом калия в кислой среде[2]:

{\displaystyle {\mathsf {10RbCl+8H_{2}SO_{4}+2KMnO_{4}\ \xrightarrow {t} \ 5Cl_{2}\uparrow +2MnSO_{4}+5Rb_{2}SO_{4}+K_{2}SO_{4}+8H_{2}O}}}

## Применение
- Электролит в топливных элементах.
- Добавка в специальные чугуны для улучшения их механических свойств.
- Компонент материала катодов электронно-лучевых трубок.
- В медицине используется как нормотимик и антидепрессант.